# Nachal Chafurit
Nachal Chafurit (hebrejsky: נחל חפורית) je vádí v Judských horách v Izraeli.
Začíná v nadmořské výšce okolo 500 metrů severozápadně od města Surif, které leží na Západním břehu Jordánu, zatímco vádí ovšem již na území Izraele. Směřuje pak k jihozápadu prudce se zahlubujícím údolím. Ústí potom zprava do toku Nachal Gdor.